# Eva Crüwell
Eva Crüwell (* 1936 in Köln; † 1970) war eine deutsche Schauspielerin.

## Leben
Eva Crüwell kam als Tochter eines Verlegers in Köln zur Welt. Sie erhielt Schauspielunterricht bei Agnes von Spetzler und gab ihr Theaterdebüt in München. Von 1957 bis 1958 am Theater Baden-Baden tätig, erhielt sei 1959 ein Engagement am Württembergischen Staatstheater in Stuttgart. Im Jahr 1955 wurde Crüwell die weibliche Hauptrolle in dem Spielfilm Liebe ist ja nur ein Märchen übertragen. Ihre männlichen Partner waren Willi Fritsch und Gerhard Riedmann. Ihr Ausflug ins Filmgeschäft fand jedoch kaum Beachtung und so blieben Anschlussangebote aus. Später war die gebürtige Rheinländerin noch mehrfach im Fernsehen zu sehen, so in Kolportage (1957), Konto ausgeglichen (1959) und in dem Drama Der Fall Winslow (1961) mit. Erst 1962 erhielt Crüwell wieder die Gelegenheit, in einem Kinofilm mitzuwirken. In Das Leben beginnt um acht hatte sie jedoch nur eine Nebenrolle inne.

## Filmografie
- 1955: Liebe ist ja nur ein Märchen
- 1957: Kolportage (Fernsehfilm)
- 1959: Konto ausgeglichen (Fernsehfilm)
- 1961: Der Fall Winslow (Fernsehfilm)
- 1962: Das Leben beginnt um acht
- 1962: Spielsalon (Fernsehfilm)

## Theater
- 1955/56: Oberst Chabert. Tournee-Theater „Der grüne Wagen“, Hamburg
- 1959: Rauf und runter. Revue nach Friedrich Hollaender. Intimes Theater, München
- 1962: Geh doch zu Thorp. Renaissance-Theater, Berlin